# IEEE 802.1ah-2008
IEEE 802.1ah 또는 PBB(Provider Backbone Bridges)는 공급자의 네트워크상에 루팅(routing, 전송 경로를 정하는 것)을 위한 아키텍처와 프로토콜의 집합이며, 각각의 사용자가 개인적으로 정의한 가상 랜(VLAN)을 잃지 않고 다수의 프로바이더 브릿지 네트워크 간의 상호연결이 가능하다. 노텔이 처음 개발하였으며 나중에 IEEE 802.1 위원회에 표준화를 위해 제출되었다. 최종 표준은 IEEE 802.1ah-2008로서 2008년 6월에 전기 전자 기술자 협회(IEEE)가 승인하였다.

## 같이 보기
- IEEE 802.1
- IEEE 802.1aq